# 16718 Morikawa
16718 Morikawa è un asteroide della fascia principale. Scoperto nel 1995, presenta un'orbita caratterizzata da un semiasse maggiore pari a 3,0690951 UA e da un'eccentricità di 0,0877018, inclinata di 4,38052° rispetto all'eclittica.